# Ioana Grosaru
Ioana Grosaru (n.  ?) este un deputat român, ales în 2024. 